# アーリュバ駅
アーリュバ駅（ロシア語: ст. Альба）は、ロシア連邦サハリン州ティモウスク管区アルギ＝パギ村にあるロシア鉄道コルサコフ-ノグリキ線の駅である。

## 概要
1979年、コルサコフ-ノグリキ線 ティモフスク駅 - ノグリキ駅間開通により開業。貨客駅で小口貨物の取扱を行っている。愛称付列車「サハリン」号（ユジノサハリンスク - ノグリキ間）は当駅に停車しない。